# Тремпело (округ)
Округ Тремпело (англ. Trempealeau County) располагается в штате Висконсин, США. Официально образован в 1854 году. По состоянию на 2010 год, численность населения составляла 28 816 человек.

## География
По данным Бюро переписи США, общая площадь округа равняется 1921,782 км2, из которых 1898,472 км2 суша и 23,310 км2 или 1,200 % это водоемы.

## Население
По данным переписи населения 2000 года в округе проживает 27 010 жителей в составе 10 747 домашних хозяйств и 7 243 семей. Плотность населения составляет 14,00 человек на км2. На территории округа насчитывается 11 482 жилых строений, при плотности застройки около 6,00-ти строений на км2. Расовый состав населения: белые — 98,81 %, афроамериканцы — 0,13 %, коренные американцы (индейцы) — 0,17 %, азиаты — 0,13 %, гавайцы — 0,01 %, представители других рас — 0,29 %, представители двух или более рас — 0,47 %. Испаноязычные составляли 0,89 % населения независимо от расы.
В составе 31,80 % из общего числа домашних хозяйств проживают дети в возрасте до 18 лет, 55,20 % домашних хозяйств представляют собой супружеские пары проживающие вместе, 7,40 % домашних хозяйств представляют собой одиноких женщин без супруга, 32,60 % домашних хозяйств не имеют отношения к семьям, 27,60 % домашних хозяйств состоят из одного человека, 13,50 % домашних хозяйств состоят из престарелых (65 лет и старше), проживающих в одиночестве. Средний размер домашнего хозяйства составляет 2,45 человека, и средний размер семьи 3,00 человека.
Возрастной состав округа: 25,30 % моложе 18 лет, 6,90 % от 18 до 24, 28,20 % от 25 до 44, 23,10 % от 45 до 64 и 23,10 % от 65 и старше. Средний возраст жителя округа 38 лет. На каждые 100 женщин приходится 100,30 мужчин. На каждые 100 женщин старше 18 лет приходится 98,80 мужчин.